# Gabon na Letnich Igrzyskach Olimpijskich 2008
Gabon na Letnich Igrzyskach Olimpijskich 2008 reprezentowało 4 zawodników w 3 dyscyplinach.
Był to ósmy start reprezentacji Gabonu na letnich igrzyskach olimpijskich.

## Wyniki reprezentantów Gabonu

### Judo
Kobiety
| Zawodniczka      | Konkurencja | 1/32                      | Kolejne rundy |
| Zawodniczka      | Konkurencja | Przeciwniczka Punkty      |               |
| ---------------- | ----------- | ------------------------- | ------------- |
| Sandrine Ilendou | 48kg        | Meriem Moussa P 0000:0011 | NQ            |

### Lekkoatletyka
Mężczyźni
| Zawodnik            | Konkurencja | Eliminacje | Eliminacje | Druga runda                  | Druga runda                  | Półfinał                     | Półfinał                     | Finał                        | Miejsce                      |                              |
| Zawodnik            | Konkurencja | Wynik      | Miejsce    | Wynik                        | Miejsce                      | Wynik                        | Miejsce                      | Wynik                        | Miejsce                      |                              |
| ------------------- | ----------- | ---------- | ---------- | ---------------------------- | ---------------------------- | ---------------------------- | ---------------------------- | ---------------------------- | ---------------------------- | ---------------------------- |
| Wilfried Bingangoye | 100m        | 10.87      | 62         | Odpadł z dalszej rywalizacji | Odpadł z dalszej rywalizacji | Odpadł z dalszej rywalizacji | Odpadł z dalszej rywalizacji | Odpadł z dalszej rywalizacji | Odpadł z dalszej rywalizacji | Odpadł z dalszej rywalizacji |

Kobiety
| Zawodniczka                | Konkurencja | Eliminacje | Eliminacje | Druga runda | Druga runda | Półfinał                      | Półfinał                      | Finał                         | Miejsce                       |                               |
| Zawodniczka                | Konkurencja | Wynik      | Miejsce    | Wynik       | Miejsce     | Wynik                         | Miejsce                       | Wynik                         | Miejsce                       |                               |
| -------------------------- | ----------- | ---------- | ---------- | ----------- | ----------- | ----------------------------- | ----------------------------- | ----------------------------- | ----------------------------- | ----------------------------- |
| Paulette Ruddy Zang-Milama | 100m        | 11.62      | 38 Q       | 11.59       | 33          | Odpadła z dalszej rywalizacji | Odpadła z dalszej rywalizacji | Odpadła z dalszej rywalizacji | Odpadła z dalszej rywalizacji | Odpadła z dalszej rywalizacji |

### Taekwondo
Mężczyźni
| Zawodnik        | Konkurencja | 1/16                 | Ćwierćfinał                  | Półfinał                     | Ćwierćfinał repasaży         | Półfinał repasaży            | Finał                        |
| Zawodnik        | Konkurencja | Przeciwnik Punkty    | Przeciwnik Punkty            | Przeciwnik Punkty            | Przeciwnik Punkty            | Przeciwnik Punkty            | Przeciwnik Punkty            |
| --------------- | ----------- | -------------------- | ---------------------------- | ---------------------------- | ---------------------------- | ---------------------------- | ---------------------------- |
| Lionel Baguissi | 80kg        | Carlos Vásquez P 0-5 | Odpadł z dalszej rywalizacji | Odpadł z dalszej rywalizacji | Odpadł z dalszej rywalizacji | Odpadł z dalszej rywalizacji | Odpadł z dalszej rywalizacji |